# سباق جائزة ليليرس الكبرى 2017
سباق جائزة ليليرس الكبرى 2017 (بالألمانية: Grand Prix de la Ville de Lillers 2017) هو سباق دراجات هوائية، وهو الموسم رقم 52 من نفس السباق، وأقيم في 5 مارس 2017، وامتدّ لمسافة 181.3 كيلومتر، وهو أحد سباقات طواف أوروبا للدراجات 2017، وهو من نوع سباق يوم واحد.
فاز فيه بالمركز الأول توماس بودات، وبالمركز الثاني Yannis Yssaad ‏، وبالمركز الثالث جوستين جوليس.

## الفرق
| فرق قارية محترفة (3)- Direct Énergie - سبورت فلاندرين بالويس 2017 ‏ - بنجوال باوليز ساوكس دبليو بي ‏ فرق قارية (12)- Bingoal WB Devo Team ‏ - أرمي دي تير 2017 ‏ - كووب 2017 ‏ - موسم يوسكادي مورياس 2017 ‏ - إتش بي بي تي بي – أوبير 93 ‏ - Joker Fuel of Norway ‏ - Leopard TOGT Pro Cycling ‏ - Team Lotto–Kern Haus ‏ - Van Rysel–Roubaix ‏ - SEG Racing Academy ‏ - بوديسول يوروميليونز بول كونتيننتال والون 2017 ‏ - Team Wiggins Le Col ‏ فرق أندية الدراجات (5)- CC Nogent-sur-Oise ‏ - CC Villeneuve Saint-Germain ‏ - Dunkerque Littoral Cyclisme ‏ - Lotto–Dstny Development Team ‏ - VC Rouen 76 ‏ |  |
| |  |

## التصنيف العام النهائي
| التصنيف العام | التصنيف العام         | التصنيف العام   | التصنيف العام                | التصنيف العام |        |
| الدراج        | الدراج                | البلد           | الفريق                       | الوقت         | السرعة |
| ------------- | --------------------- | --------------- | ---------------------------- | ------------- | ------ |
| 1.            | توماس بودات           | فرنسا           | Direct Énergie               | 4 س 27 د 20 ث |        |
| 2.            | Yannis Yssaad ‏        | فرنسا           | Armée de Terre               | + 0 ث         |        |
| 3.            | جوستين جوليس          | فرنسا           | WB-Veranclassic-Aqua Protect | + 0 ث         |        |
| 4.            | Emiel Vermeulen ‏      | بلجيكا          | Roubaix Lille Métropole      | + 0 ث         |        |
| 5.            | Kristoffer Skjerping ‏ | النرويج         | Joker Icopal                 | + 0 ث         |        |
| 6.            | Christophe Noppe ‏     | بلجيكا          | Sport Vlaanderen-Baloise     | + 0 ث         |        |
| 7.            | أنتوني مالدونادو      | فرنسا           | HP BTP-Auber 93              | + 0 ث         |        |
| 8.            | Gabriel Cullaigh ‏     | المملكة المتحدة | SEG Racing Academy           | + 0 ث         |        |
| 9.            | أوقست جنسن            | النرويج         | Coop                         | + 0 ث         |        |
| 10.           | Antoine Warnier ‏      | بلجيكا          | WB-Veranclassic-Aqua Protect | + 0 ث         |        |

## وصلات خارجية
- الموقع الرسمي
- سباق جائزة ليليرس الكبرى 2017 على موقع إحصائيات الدراجات الإحترافية (الإنجليزية)